# Concoules
Concoules település Franciaországban, Gard megyében. Lakosainak száma 271 fő (2022. január 1.). Concoules Villefort, Génolhac, Pourcharesses, Vialas, Aujac, Ponteils-et-Brésis, Sénéchas és Pont-de-Montvert-Sud-Mont-Lozère községekkel határos.

## Népesség
A település népességének változása:
| Lakosok száma | 238  | 241  | 236  | 260  | 258  | 259  | 258  | 262  | 263  | 271  |
|               | 1968 | 1982 | 1990 | 2006 | 2013 | 2015 | 2017 | 2019 | 2020 | 2022 |